# 프랑크 아르네센
프랑크 아르네센(덴마크어: Frank Arnesen, 1956년 9월 30일, 수도 지역 쾨벤하운 ~)은 덴마크의 전직 축구 선수이자 단장으로, 가장 최근에 네덜란드의 페예노르트에서 단장을 역임했다. 아르네센은 잉글랜드의 토트넘 홋스퍼와 첼시, 독일의 함부르크, 우크라이나의 메탈리스트 하르키우, 그리고 그리스의 PAOK 단장을 맡기도 했다.
선수 시절, 그는 네덜란드의 아약스와 PSV에서 활약한 것으로 알려져 있는데, 1988년에 PSV 소속으로 유러피언컵 우승을 거두었다. 아르네센은 덴마크 국가대표팀 경기에 52번 출전하여 14골을 기록하기도 했고, 유로 1984와 1986년 월드컵에 참가했다.

## 선수 경력
아르네센은 덴마크 하부 리그의 프레마 아마게르에서 축구를 시작해 1975년 말에 네덜란드의 거함 아약스로 이적했다. 당시 19세였던 그는 프레마 아마게르의 동료이자 당시 17세였던 쇠렌 레르뷔와 함께 입단했다. 아르네센은 그로부터 3개월 정도 후인 1976년 3월 7일, 1-1로 비긴 위트레흐트전에서 신고식을 치렀다. 아르네센은 아약스 시절에 덴마크 국가대표팀 경기에도 첫 출전했는데, 이 경기는 말뫼에서 0-1로 패한 스웨덴과의 1977년 친선경기였다. 아르네센은 아약스에서 6년을 보내며 에레디비시를 1977년, 1979년, 그리고 1980년에 3번 우승했고, 1979년에는 KNVB 베커르를 우승했는데, 이 대회 결승전에서 트벤터를 3-0으로 이겼다. 같은 대회에서 1978년, 1980년, 1981년에도 결승전에 올랐지만, 모두 패해 준우승에 머물렀다. 1980년, 아르네센과 아약스 선수단은 챔피언스리그 준결승전까지 진출했지만, 1979년과 1980년 대회를 연속 우승한 잉글랜드의 노팅엄 포리스트에 패해 탈락했다.(원정 0-2 패, 안방 1-0 승리, 1979-80 시즌 대회에서 아약스는 31득점 8실점을 기록했다)
1981년 여름, 아르네센은 스페인의 발렌시아로 이적했고, 2년 뒤에는 벨기에의 안데를레흐트로 둥지를 옮겼다. 1985년 11월, 아르네센은 아약스의 경쟁 구단인 PSV에 입단하면서 네덜란드 무대로 복귀했다. 아르네센은 PSV에서 얀 하인체, 쇠렌 레르뷔, 그리고 이반 닐센과 협력하여 1986년, 1987년, 그리고 1988년에 3년 모두 에레디비시를 우승하면서 성공적인 시기를 보냈다. 아르네센은 1987년에 유로 1988 본선행을 확정짓고 국가대표팀에서 은퇴했다. 1988년, 그는 KNVB 베커르도 우승했고, PSV의 1번밖에 없는 유러피언컵 우승의 주역이 되었으나, 결승전에는 부상으로 출전하지 못했다.

## 단장 경력
현역 은퇴 후, 아르네센은 1991년부터 1993년까지 PSV의 수석 코치로 보비 롭슨 감독을 보좌했고, 1994년에는 단장으로 보직을 변경했다. 아르네센은 PSV의 단장으로 활동했고, 이 시기에 브라질의 호나우두, 국내의 야프 스탐, 뤼트 판 니스텔로이, 그리고 아르연 로번과 같은 거물급 유망주들을 발굴했다. 2004년 5월, 아르네센은 데이비드 플리트의 후임으로 토트넘 홋스퍼의 단장이 되었다. 아르네센은 토트넘 홋스퍼에서 선수 이적과 유망주 발굴의 업무를 맡게 되었고, 자크 상티니는 훈련 일정과 경기 지휘를 맡아 아르네센의 PSV 시절과 동일한 근무 환경을 마주했다. 그러나, 상티니 감독이 몇 달 만에 그만두면서 수틀렸고, "개인적 문제"를 사유로 구단을 떠났다. 아르네센이 본래 수석 코치로 임명한 마르틴 욜이 이후 구단 감독을 맡았다.
아르네센은 경쟁 구단인 첼시가 그를 단장으로 영입하기 위해 무단 접촉한 후, 아르네센이 첼시로의 이적 의사를 천명하면서 2005년 6월 4일까지 토트넘 홋스퍼에서 활동 중지 징계를 받았다. 아르네센은 2005년 6월 22일에 로만 아브라모비치의 호화 선박에 상선한 사진이 공개되어, 토트넘 홋스퍼이 보상 문제에 목소리를 올리게 만들었다. 피트 더 피서르는 아르네센을 단장으로 추천했다. 이후, 조제 모리뉴의 임기를 끝낸 사유로 모리뉴가 아브라모비치의 구단 조언가와 마찰을 빚기 꺼렸기 때문이라고 밝혀지기도 했다. 2005년 6월 24일, 두 구단은 금전적인 합의를 보았는데, 합의금은 £5M인 것으로 공개되었지만, £8M정도인 것으로 보도되었고, 아르네센은 첼시로 이적해 수석 스카우터로서 유망주 발굴 업무를 맡게 되었다. 아르네센은 이후 살로몽 칼루, 플로랑 말루다, 존 오비 미켈을 첼시로 영입했다. 그러나, 구단은 기대했던 유망주를 발굴하기보다는 해외의 거물급 선수에 거액을 들였다. 2010년 11월 27일, 첼시는 아르네센이 단장직을 사임하고 2010-11 시즌 끝에 구단을 떠날 것으로 발표되었다. 2011년 2월 20일, 그는 아약스로 돌아가는 대신 함부르크의 단장으로 합류하기로 결정한 것으로 밝혀졌다.
함부르크의 단장으로서, 아르네센은 첼시 유망주였던 야코포 살라, 마이클 맨시엔, 괴크한 퇴레, 슬로보단 라이코비치를 완전 이적했고, 제프리 브뤼마를 임대로 영입했다. 2011년 10월 10일, 아르네센은 1경기동안 대행 감독으로 1군 선수들을 지휘했고, 이후 토르스텐 핑크를 정식 감독으로 임명했다.
2013년 5월 22일, 함부르크는 아르네센이 구단 단장직을 내려놓을 것임을 발표했다. 아르네센은 임시 감독을 포함해 구단과 2년을 동행했다.
2014년 1월 30일, 메탈리스트 하르키우는 아르네센이 2014년 2월 1일에 구단 단장으로 취임할 것임을 발표했다. 그러나 아르네센은 1개월만 이 직위를 맡았는데, 이후 아르네센과 메탈리스트 하르키우는 우크라이나의 정치적 격동으로 인해 상호 결별하기로 합의를 보았다.
메탈리스트 하르키우 웹사이트에서 아르네센은 다음 글을 기고했다:
저는 "메탈리스트"의 모두에게 감사를 전하고 싶습니다. 저는 이 짧은 시기에 이사진들과 가까워졌고, 진정한 전문가들이며 구단의 덕망있는 분들이라는 것을 알았습니다. 또한 저는 지지자 분들께 사과하고 싶습니다만, 제가 있기에 주변 상황은 매우 급박했습니다. 우크라이나에서의 정치적 사태로 이 결정을 내리게 되었습니다. 저는 메탈리스트의 모든 분들과 우크라이나의 모든 분들께 난국에도 건투를 빕니다.

2015년 5월 27일, PAOK는 향후 3년 동안 아르네센이 단장으로 취임했음을 발표했다. 그러나, 그의 계약은 9개월 후에 해지되었다.

## 수상
아약스
- 에레디비시: 1976–77, 1978–79, 1979–80
- KNVB 베커르: 1978–79

안데를레흐트
- 벨기에 1부 리그: 1984–85
- UEFA컵 준우승: 1983–84[11]
- 트로페 쥘 파파에르: 1983, 1985[12]

PSV
- 에레디비시: 1985–86, 1986–87, 1987–88
- KNVB 베커르: 1987–88
- 유러피언컵: 1987–88

개인
- 유럽 선수권 대회의 선수단: 1984[14]
- 덴마크 축구 명예의 전당 헌액[15]